# BSFZ-Arena
Il Bundesstadion Südstadt, noto come Trenkwalder Arena per motivi di sponsor, è uno stadio calcistico situato a Maria Enzersdorf, in Austria. Ospita le partite casalinghe dell'Admira Wacker Mödling.

## Storia
Inaugurato il 4 marzo 1967 con la partita Admira Vienna-Wacker Innsbruck (3-1), fu costruito espressamente per ospitare l'Admira. Quando nel 1971 il club si fuse con il Wacker Vienna formando l'Admira/Wacker, la nuova squadra decise di utilizzare il Bundesstadion per le partite casalinghe.
Nel 2008 è stato ribattezzato con il nome dello sponsor Trenkwalder.

## Caratteristiche
Ha una capacità di 12.000 posti, di cui 6.900 a sedere (5.000 dei quali coperti) e 5.100 in piedi.

## Partite ospitate

### Finali di ÖFB-Cup
- 1969-1970  Wacker Innsbruck- LASK 1-0
- 1978-1979  Admira/Wacker- Wacker Innsbruck 1-1 (ritorno)
- 1988-1989  Admira/Wacker- Swarovski Tirol 2-0 (andata)